# Zilgi
Zilgi (ros. Зильги) – wieś w Rosji, w Osetii Północnej, w rejonie prawobierieśnym. W 2010 liczyła 2203 mieszkańców.

## Urodzeni
- Sawkudz Dzarasow – radziecki zapaśnik.